# 戴维·李 (1942年)
戴维·盖伊·李（英語：David Guy Lee，1942年3月31日—），美国NBA联盟前职业篮球运动员。他在1964年的NBA选秀中第7轮第59顺位被金州勇士选中，但并未给他们打球。